# Convenció 169 de l'OIT sobre pobles indígenes i tribals
La Convenció 169 de la OIT sobre pobles indígenes i tribals, també coneguda com a Conveni 169 de l'OIT és una declaració de 1989, que precedeix la declaració de les Nacions Unides sobre els drets dels pobles indígenes. Té com a predecessora a la convenció 107 adoptada en 1957.

## Abast del conveni
El conveni posa l'accent en els dret de treball dels pobles indígenes i tribals i el seu dret a la terra i al territori, a la salut i a l'educació.
Determinant la protecció de "els valors i pràctiques socials, culturals, religiosos i espirituals propis" dels pobles indígenes, i defineix "la importància especial que per a les cultures del nostre territori i valors espirituals dels pobles interessats revesteix la seva relació amb les terres o territoris". Així com la importància de les activitats econòmiques tradicionals per a la seva cultura. També que els serveis de salut para indígenes hauran d'organitzar-se en forma comunitària, incloent els mètodes de prevenció, pràctiques curatives i medicaments tradicionals. Els programes d'educació "hauran d'abastar la seva història, els seus coneixements i tècniques, els seus sistemes de valors" i a més, "hauran d'adoptar-se disposicions per preservar les llengües indígenes".

## Propostes i història
La convenció OIT 169 és la més important llei internacional que garanteix els drets indígenes. La seva força radica i depèn, de totes maneres, d'un alt nombre de nacions ratificants.
La revisió de la convenció 107 significa que els enfocaments integracionistes i assimilacionistes ja no són acceptables com a doctrines per als governs que les busquen. Els pobles indígenes han de tenir el dret a escollir si integrar-se o mantenir la seva cultura, les seves tradicions, i integritat política. Els articles 8–10 reconeixen les cultures, tradicions, i circumstàncies especials dels pobles indígenes i tribals.
En novembre de 2009 la decisió d'una cort xilena, considerada una fita en els drets dels indígenes, va fer ús de les lleis de la convenció OIT. La cort fallà unànimement a favor de concedir un flux d'aigua de 9 litres per segon per a les comunitats Chusmiza i Usmagama. Per una disputa legal de 14 anys, i centres en drets d'aigua per a les comunitats en un dels llocs més àrids del planeta. La decisió de la Cort Suprema en drets de les aigües aimara sosté les decisions del tribunal de Pozo Almonte i la cort d'Iquique a apel·lar, i marca la primera aplicació judicial de la convenció OIT 169 a Xile. Després d'aquesta decisió, alguns van protestar i van intensificar les seves protestes durant la decisió respecte a la Convenció 169 a Xile. Líders maputxes van iniciar una mesura cautelar contra la presidenta xilena Michelle Bachelet i el seu ministre de presidència José Antonio Viera Gallo que també és coordinador d'assumptes indígenes, argumentant que el govern fracassà a complir plenament amb la clàusula del conveni 169 de "consulta prèvia" que ha de ser dut "de bona fe i de forma apropiada a les circumstàncies, amb l'objectiu d'aconseguir acord o consens a les mesures proposades" com tala, agronegocis, o mineria en territoris indígenes. Existeixen molts exemples de casos reeixits en els quals es va aplicar la convenció OIT a Xile, com el cas d'una machi que va iniciar una acció legal per protegir terres amb herbes medicinals, que eren amenaçades per la indústria forestal. Algunes preocupacions es van alçar en el seu temps pel marc polític dels governs van portar a més del provinent de la convenció, i no a l'inrevés.

## Distinció entre el conveni 107 i el 169
El conveni 107 de 1957, va ser la primera iniciativa de tractar els assumptes indígenes. I va ser adoptat per l'OIT a comanda de l'ONU, i es va adoptar per 27 països. No obstant això aquest tenia un enfocament integracionista. En 1970 l'ONU va començar a investigar als pobles indígenes i tribals, i es va qüestionar l'enfocament del conveni. Així en 1986 es va sostenir que l'“enfocament integracionista del Conveni estava obsolet i que la seva aplicació era perjudicial al món modern”, d'aquesta manera neix en 1989 el conveni 169.
Les diferències entre ambdós és:
| 107 | 169                                                                    |
| --- | ---------------------------------------------------------------------- |
| Basat en el pensament que els pobles indígenes i tribals desapareixerien com a societats amb la «modernització». | Basat en la creença que els pobles indígenes són societats permanents. |
| Fa referència a «poblacions indígenes i tribals».                                                                | Fa referència a «pobles indígenes i tribals».                          |
| Posava l'accent en la integració.                                                                                | Reconeix i respecta la diversitat ètnica i cultural.                   |